# ルイーズ・ピアソン

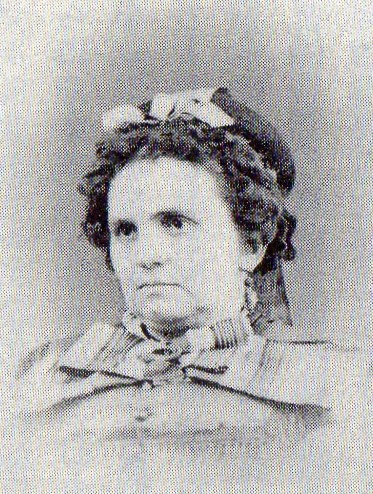
ルイーズ・ヘンリエッタ・ピアソン

ルイーズ・ヘンリエッタ・ピアソン（Louise Henrietta Pierson, 1833年4月7日 - 1899年1月28日）は、横浜共立学園の前身共立女学校と共立女子聖書学院の前身を偕成伝道女学校を創設した女性宣教師の一人である。

## 生涯
フランス系アメリカ人の教師ルイ・H・トマとアメリカ人の母親の第二子としてニューヨーク州に生まれた。ピアソンは17歳で師範学校（ノーマル・スクール）を卒業して、ピアソンと結婚した。三女一男が生まれるが、1865年、28歳の時に夫が死去し、四人の子供全員も次々に亡くなった。

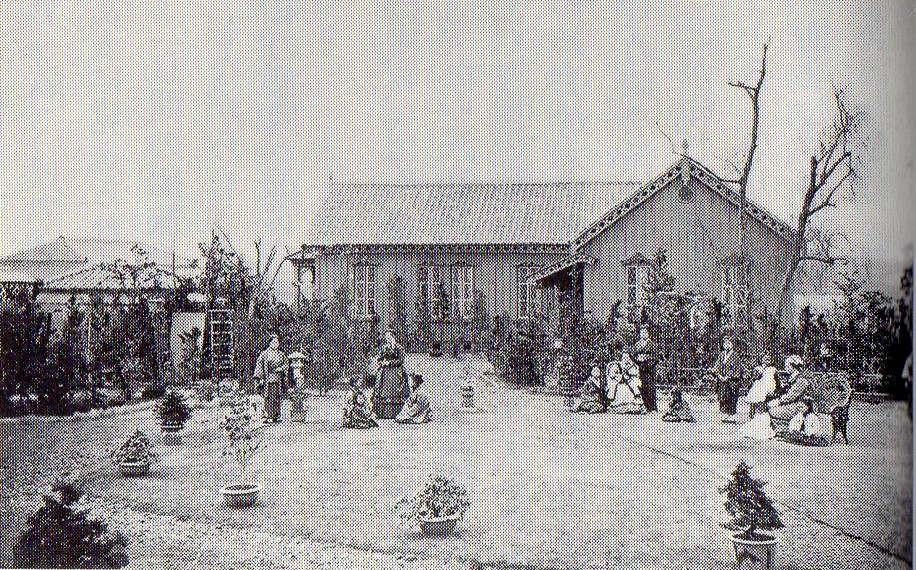
横浜山手212番地にあったアメリカン・ミッション・ホームとプライン、ピアソン、クロスビー

ジェームス・ハミルトン・バラからの日本への宣教師派遣要請に応じた米国婦人一致外国伝道協会の宣教師として、1871年6月25日に39歳のピアソンは、メアリー・プライン、ジュリア・クロスビーと共に来日した。三人は8月28日に横浜山手48番地にバラの家屋を借りて、アメリカン・ミッション・ホームを建設した。1872年には山手212番地に移転した。移転を機に女子教育の専門の学校を設立することになった。1875年に共立女学校と改称された。
1873年には訪問伝道を開始した、1881年に日本人伝道者を育成するために、偕成伝道女学校（後の共立女子神学校）を開設して、共立女学校と兼務で初代校長になった。
1899年に68歳で現役のまま横浜で死去した。1月30日共立女学校で葬儀が行われた。熊野雄七、稲垣信などが弔辞を述べた。ピアソンは横浜外国人墓地に葬られた。
1904年、新築された共立女子神学校の講堂は「ピアソン・チャペル」と命名された。